# Adrian Sutil

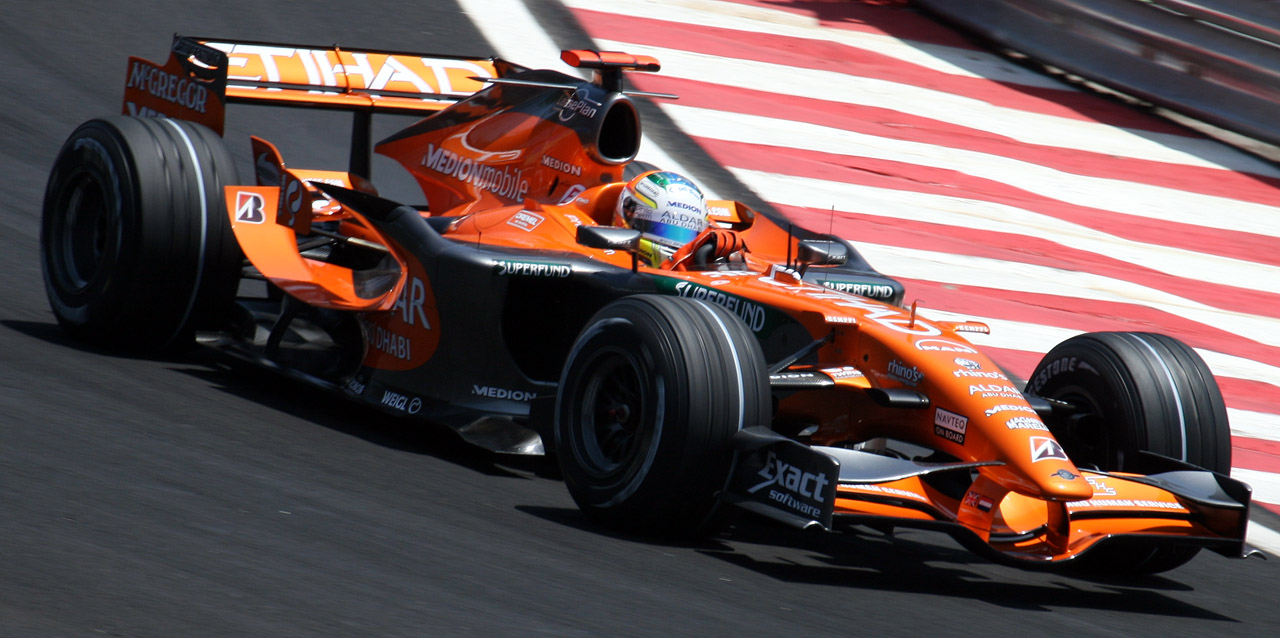
Adrian Sutil under Brasiliens Grand Prix 2007.

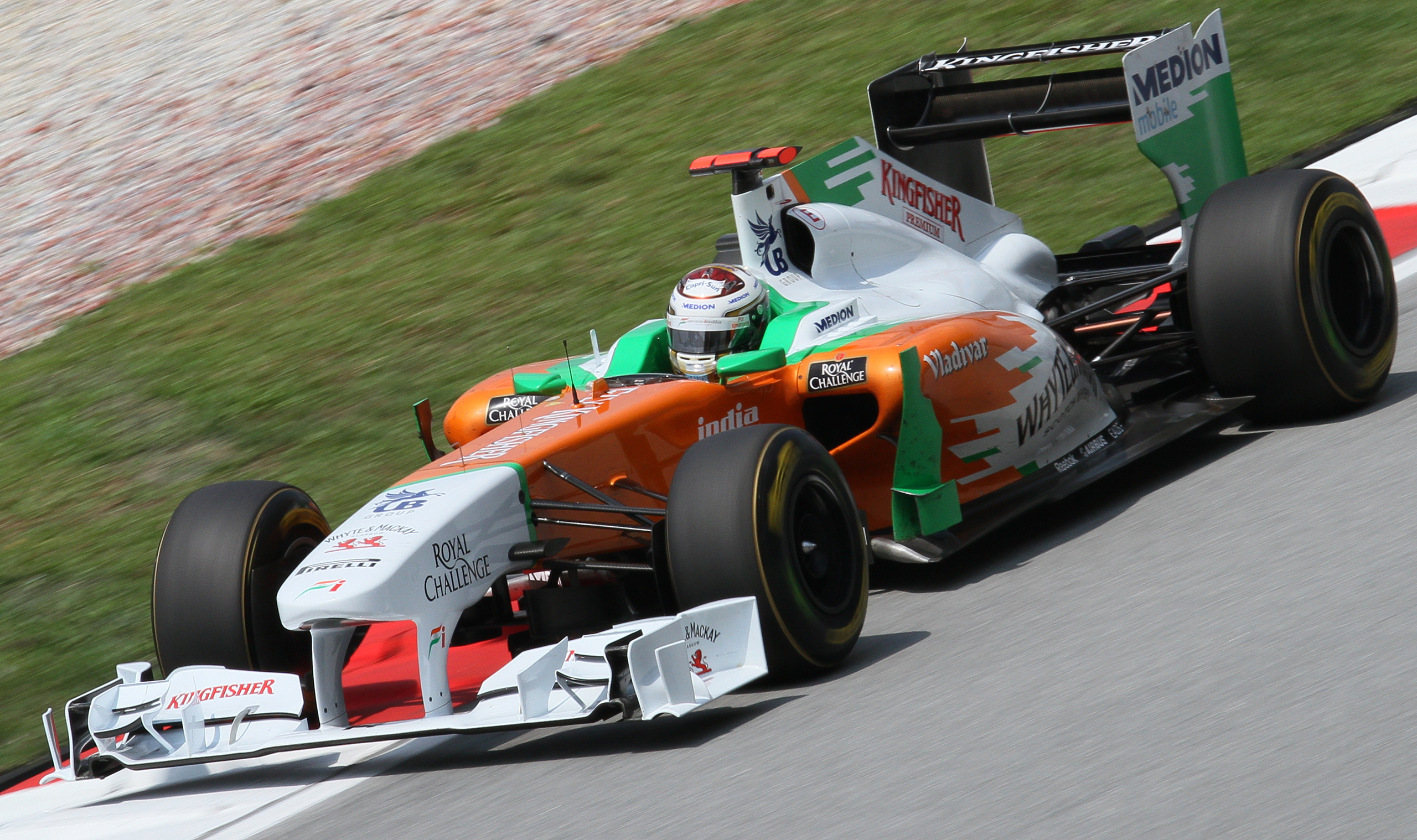
Adrian Sutil under Malaysias Grand Prix 2011.

Adrian Sutil, född 11 januari 1983 i Starnberg, är en tysk racerförare.

## Racingkarriär
Sutil tävlade i det europeiska F3-mästerskapet 2004 och 2005. Han slutade tvåa totalt 2005, endast slagen av sin stallkamrat Lewis Hamilton. År 2006 blev han testförare för Midland F1 som senare blev Spyker F1. Han deltog samtidigt i det japanska F3-mästerskapet 2006, som han lyckades vinna. I november samma år deltog han i det prestigefyllde Macaus Grand Prix på Circuito da Guia, där han slutade trea.
Sutil debuterade i Formel 1 säsongen 2007, som andreförare i Spyker F1. I sitt debutlopp i Australien kom han på sjuttonde och sista plats. Sutil kom på åttonde plats och fick sin första poäng i Japan samma år, efter att Vitantonio Liuzzi blivit av med sin placering på grund av att denne kört om Sutil under gulflagg.
Säsongen 2008 körde Sutil för Force India, men tog inga poäng. Han var nära i Monaco, där han låg fyra med några varv kvar, då han blev påkörd av Kimi Räikkönen bakifrån, på den delvis blöta banan. Sutil körde för Force India fram till och med säsongen 2011, utan att ta några pallplatser. Till säsongen 2012 stod han utan kontrakt, då Nico Hülkenberg tagit hans plats i Force India.

## Nattklubbsbråket i Shanghai 2011
I samband med Kinas Grand Prix i april 2011, befann sig Sutil på en nattklubb i Shanghai. Där slog han Genii Capitals verkställande direktör, Eric Lux, i huvudet med ett krossat glas. Vad som var anledningen till detta är okänt, men Sutil hävdade att han endast tänkt kasta innehållet i glaset på Lux. Lux fick sy flera stygn och den 31 januari 2012 dömdes Sutil till arton månaders villkorlig dom, samt böter på 200 000 euro (ungefär 1,78 miljoner svenska kronor) för grov misshandel.

## F1-karriär
| Säsong                         | Stall/Tillverkare              | Placering                      | Lopp | Poäng | Etta | Tvåa | Trea | Pole | Varv |
| ------------------------------ | ------------------------------ | ------------------------------ | ---- | ----- | ---- | ---- | ---- | ---- | ---- |
| 2007                           | Spyker-Ferrari                 | 19                             | 17   | 1     |      |      |      |      |      |
| 2008                           | Force India-Ferrari            | 20                             | 18   | 0     |      |      |      |      |      |
| 2009                           | Force India-Mercedes           | 17                             | 17   | 5     |      |      |      |      | 1    |
| 2010                           | Force India-Mercedes           | 11                             | 19   | 47    |      |      |      |      |      |
| 2011                           | Force India-Mercedes           | 9                              | 19   | 42    |      |      |      |      |      |
| 2013                           | Force India-Mercedes           | 13                             | 19   | 29    |      |      |      |      |      |
| 2014                           | Sauber-Ferrari                 | 18                             | 19   | 0     |      |      |      |      |      |
| Sammanlagt (Totalt 7 säsonger) | Sammanlagt (Totalt 7 säsonger) | Sammanlagt (Totalt 7 säsonger) | 128  | 124   | 0    | 0    | 0    | 0    | 1    |

### Snabbaste varv i F1-lopp
1. Italien 2009